# Kyle Shewfelt
Kyle Keith Shewfelt (Calgary, 6 mei 1982) is een Canadees turner.
Shewfelt won tijdens de Wereldkampioenschappen turnen 2003 de bronzen medaille op zowel vloer als op sprong. Een jaar later wint Shewfelt de gouden medaille op vloer tijdens de Olympische Zomerspelen 2004 in het Griekse Athene.
In 2006 was hij te zien in de Hongaarse film White Palms.

## Resultaten

### Olympische Zomerspelen
| Jaar | Plaats | Resultaten            |
| ---- | ------ | --------------------- |
| 2000 | Sydney | kwalificatie          |
| 2004 | Athene | op vloer 4e op sprong |
| 2008 | Peking | kwalificatie          |

### Wereldkampioenschappen turnen
| Jaar | Plaats  | Resultaten          |
| ---- | ------- | ------------------- |
| 2003 | Anaheim | op vloer · op vloer |
| 2006 | Aarhus  | op vloer            |

1932: István Pelle ·
1936: Georges Miez ·
1948: Ferenc Pataki ·
1952: William Thoresson ·
1956: Valentin Moeratov ·
1960: Nobuyuki Aihara ·
1964: Franco Menichelli ·
1968: Sawao Kato ·
1972: Nikolaj Andrianov ·
1976: Nikolaj Andrianov ·
1980: Roland Brückner ·
1984: Li Ning ·
1988: Sergei Charkow ·
1992: Li Xiaoshuang ·
1996: Ioannis Melissanidis ·
2000: Igors Vihrovs ·
2004: Kyle Shewfelt ·
2008: Zou Kai · 
2012: Zou Kai · 
2016: Max Whitlock · 
2020: Artem Dolgopyat · 
2024: Carlos Yulo
- Bibliothèque nationale de France: cb170157594 (data)
- International Standard Name Identifier: 0000 0004 5299 6671
- Virtual International Authority File: 10145244297674480577